# Rhian Samuel
Pour les articles homonymes, voir Samuel (homonymie).
Rhian Samuel, née en 1944 à Aberdare, est une compositrice galloise.

## Biographie

### Études
Rhian Samuel est née à Aberdare, au pays de Galles, fait ses études à l'université de Reading (BA, BMus) au Royaume-Uni et à l'université Washington de Saint-Louis aux États-Unis (MA, PhD), et a rejoint le personnel enseignant de la City University de Londres en 1995, où elle est devenue professeure de musique en 1999 et est maintenant professeure émérite. Plus tard, elle a enseigné la composition au Magdalen College, Oxford (2007–2016). Auparavant, elle a enseigné à l'université de Reading (1984-1995, en tant que chef de département, 1993-1995) et au conservatoire de Saint-Louis.

### Ouvrages
Rhian Samuel a composé plus de 120 ouvrages publiés. Sa musique a été jouée dans de nombreux pays. Elle a écrit de la musique de chambre, vocale, chorale et orchestrale allant de Elegy-Symphony (St. Louis Symphony Orchestra, Leonard Slatkin, cond., 1981) à Tirluniau / Landscapes (commande de la BBC, BBC NOW, Proms 2000) ; en 1983, elle remporte le prix ASCAP / Rudolf Nissim pour son œuvre chorale / orchestrale, La Belle Dame sans Merci.
Elle a également écrit sur la musique : en tant que co-rédactrice en chef du New Grove (Norton) Dictionary of Women Compositeurs, elle a été prééminente sur les questions concernant le genre et la musique, en contribuant à rendre visibles les femmes compositrices. Elle écrit également sur les opéras de Harrison Birtwistle, ayant été commandée par le Royal Opera House, Covent Garden, pour écrire des essais de programme sur Gawain et The Minotaure.
Parmi les nombreux CD qui contiennent ses compositions, un CD entièrement consacré à sa musique de chambre, Light and Water, est publié sur le label Deux-Elles. En 2006, elle a reçu le prix Glyndŵr pour une contribution exceptionnelle aux arts au pays de Galles et en 2016, elle a reçu un Hon DMus de l'Université du pays de Galles.
Elle s'inspire notamment de la mythologie, comme dans Clytemnestra, où elle fait de la femme d'Agamemnon une femme vengeresse prête à tuer son mari pour venger sa fille Iphigénie.
Son Path Through the Woods pour flûte à bec et cordes a été créée au Temple of Peace, Cardiff, en avril 2011 par Pamela Thorby et le Welsh Sinfonia, dirigé par Mark Eager.

## Œuvres
- Elegy-Symphony
- Tirluniau
- Clytemnestra
- Path Through the Woods

## Discographie
- Clytemnestra, BBC National Orchestra of Wales (dir. Jac van Steen), Ruby Hughes (soprano), BIS (2020)